# Rasmus Hansen
Rasmus Hansen (Flemløse, Assens, 13 de gener de 1885 – Viby, Århus, 3 de juliol de 1967) va ser un gimnasta artístic danès que va competir a començaments del segle xx.
El 1912 va prendre part en els Jocs Olímpics d'Estocolm, on va guanyar la medalla de plata en el concurs per equips, sistema suec del programa de gimnàstica.